# Nazionale maschile di baseball della Russia
La nazionale maschile di baseball russa rappresenta la Russia nelle competizioni internazionali, come i campionati europei di baseball o il campionato mondiale di baseball organizzato dalla International Baseball Federation. Ha disputato tre mondiali ma non ha mai ottenuto la qualificazione alle Olimpiadi, mentre in ambito continentale ai campionati europei vanta un argento su nove partecipazioni e qualche discreto piazzamento.

## Piazzamenti

### Campionato mondiale di baseball
- 1998 : 16°
- 2001 : 13°
- 2003 : 14°
- 2005 : non qualificata
- 2007 : non qualificata
- 2009 : non qualificata

### Campionati europei di baseball
- 1993 : 8°
- 1995 : 8°
- 1997 : 4°
- 1999 : 4°
- 2001 :  2°
- 2003 : 8°
- 2005 : 11°
- 2007 : 10°
- 2010 : non qualificata

- 2012 : 12°
- 2014 : 8°
- 2016 : 11°
- 2021 :